# Bianchini (cràter marcià)
Bianchini és un cràter situat en el quadrangle Thaumasia de Mart, situat amb el sistema de coordenades planetocèntriques a -63.26 ° latitud N i 266.07 ° longitud E, dins d'Aonia Terra. Té 70.71 km de diàmetre i va ser anomenat en memòria de Francesco Bianchini, denominació aprovada el 1973 pel Grup de Treball de la Unió Astronòmica Internacional (UAI) per a la Nomenclatura del Sistema Planetari (WGPSN).
Al sud de Bianchini estan els cràters Agassiz i Heaviside, al sud-oest apareix el cràter Smith, i més al nord-oest s'hi troba el cràter Ross.
Al sud de la vora del cràter s'hi troba la Regió Polar del Sud de Mart (quadrangle Mare Australe), una àrea que rep la llum diürna durant l'estiu 24 hores marcianes al dia, i que roman en la foscor durant l'hivern. Més al sud del cràter s'estén l'Argentea Planum.